# Bronzurile ritualice chineze

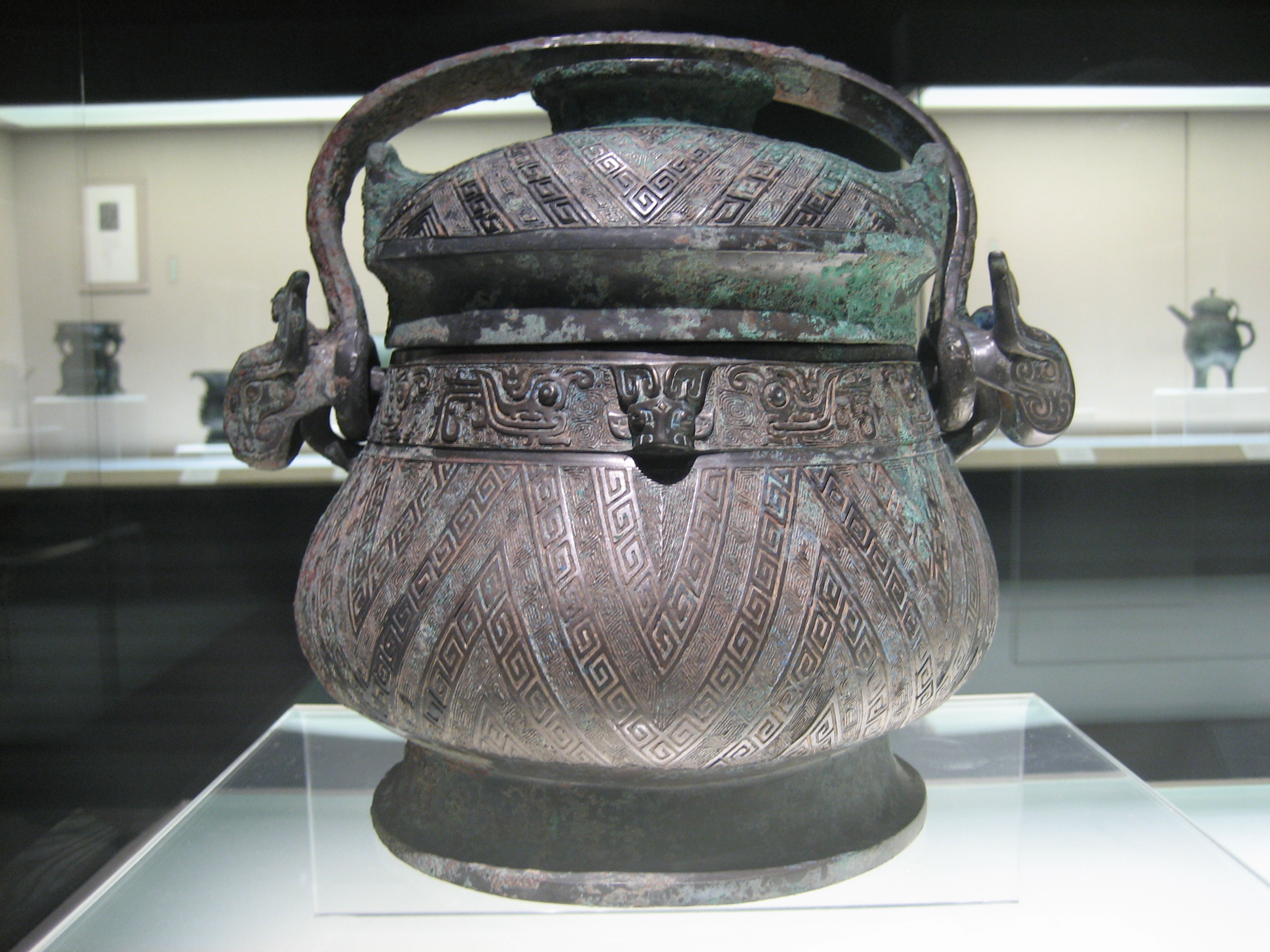
Un yǒu cu model zig-zagal, datând de la începutul dinastiei Zhou, și aflându-se în Muzeul din Shanghai

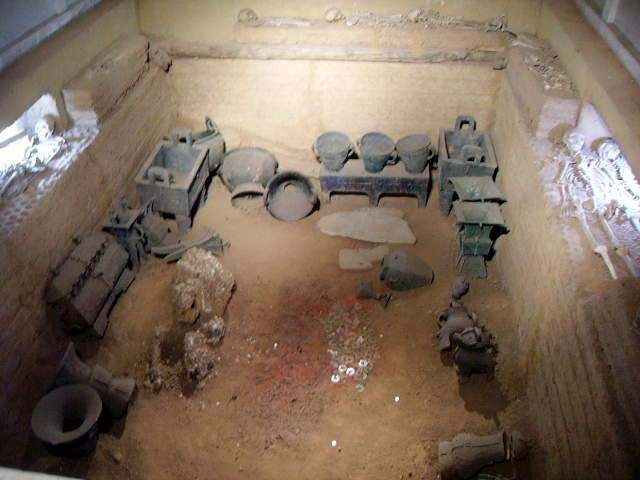
Parte a Mormântului lui Fu Hao

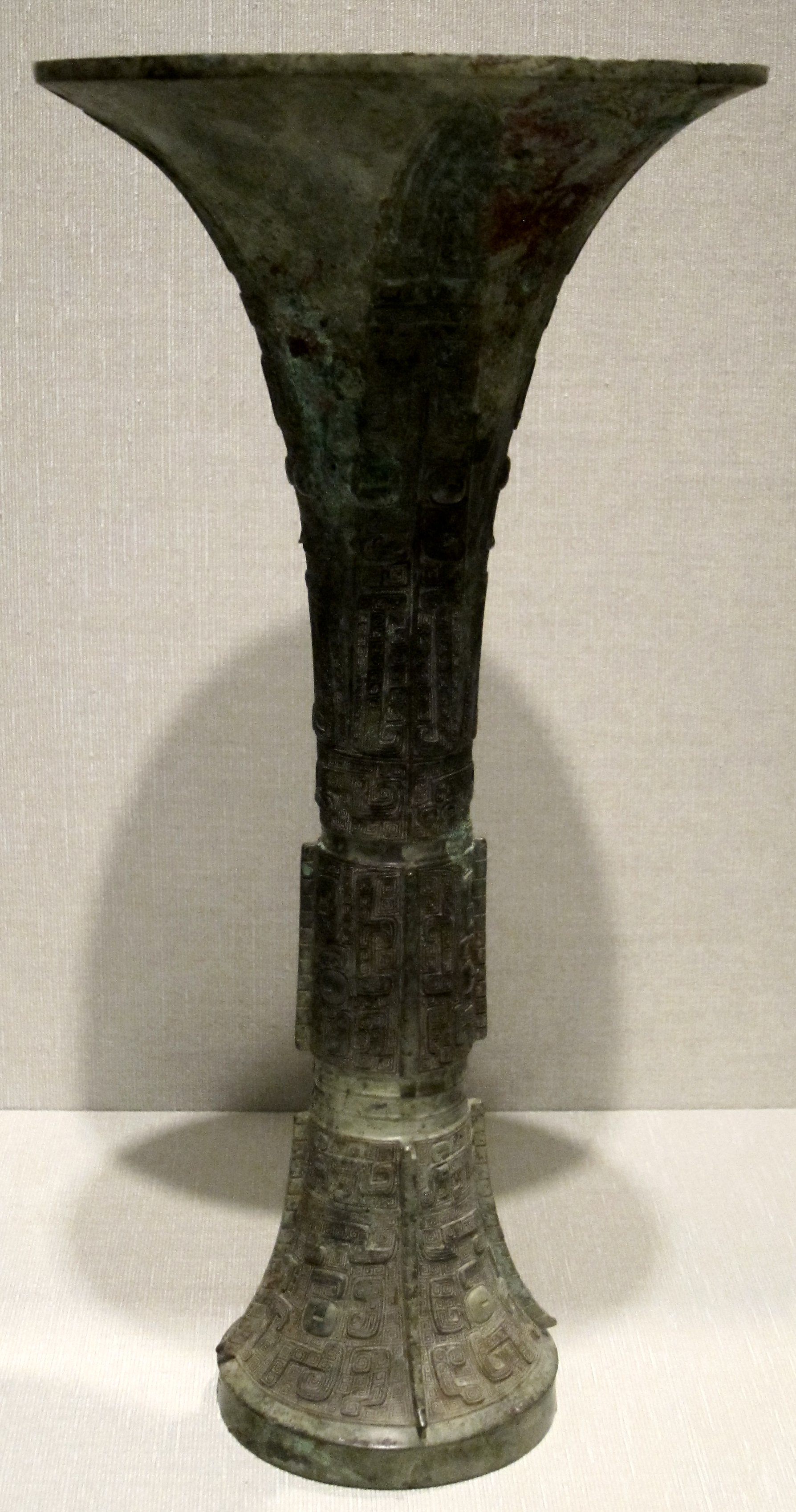
Un gū (觚) din dinastia Shang, care este o cupă înaltă pentru vin

Bronzurile ritualice chineze (în chineză: 中国青铜器) sunt unele dintre cele mai impresionante obiecte din Epoca Bronzului Chineză. În timpul dinastiei Shang, China a devenit una dintre cele mai pricepute civilizații antice în confecționarea obiectelor de bronz. Arheologii moderni pot să vadă modul în care trăiau chinezii contemporani cu bronzurile cermeoniale chineze, prin a le analiza. Începând din 1650 î.e.n., vasele acestea decorate complex au fost depozitate în mormintele regale și ale nobililor, fiind produse într-o cantitate foarte mare, peste 200 de astfel de obiecte găsindu-se într-un singur mormânt regal. Ele erau folosite în timpul ritualurilor de oferie de ofrande. La moartea deținătorului erau puse în mormântul său.
Probabil că bronzurile ritualice nu erau folosite și pentru a mânca și a bea, ele reprezentând niște versiuni mult mai mari și elaborate ale vaselor folosite pentru activitățile enumerate mai înainte.
În urma unor analize s-a aflat faptul că ele conțin între 5% și 30% staniu și între 2% și 3% plumb. Fabricarea acestor bronzuri ritualice în timpul dinastiei Shang și în timpul dinastiei Zhou a implicat extracția minieră a cuprului și staniului, transportul, și apoi rafinarea lor. Aliajul era topit în segmente de tipare de argilă (forme segmentale) de către meșteșugari specializați, având un înalt statut social. În dinastia Zhou chiar au devenit un simbol al aristrocrației.

## Aspect
Bronzurile ritualice chineze de la sfârșitul dinastiei Shang au o decorație complexă și radinată, al cărei stil și ale cărei motive, relativ constante și limitate ca număr, se regăsesc, identice, pe obiectele de jad, fildeș sau de lemn. Aceste ornamente sunt reliefuri sau forme zoomorfe foarte stilizate, dispuse simetric de-o parte și de alta a unui ax median. Stilul ăsta zoomorfo-stilizat, complet absent în arta chineză neolitică, apare dintr-o dată și pare caracteristic Epocii Bronzului din nord-estul Asiei. Îl regăsim până și în sudul Siberiei, mai ales la cultura karasuk (care a trăit în văile superioare ale fluviilor Obi și Enisei), ce pare să fi avut legături cu bronzurile chineze de la sfârșitul dinastiei Shang și începutul dinastiei Zhou.
Vasele din timpul dinastiei Shang poartă doar inscripții foarte scurte sau mărci  cu valoare de blazoane familiale.

## Folosire
Bronzurile (chineza simplificată: 青铜器; chineza tradițională: 青銅器; pinyin: qīng tóng qì; Wade–Giles: ch'ing t'ong ch'i) sunt unele dintre cele mai importante opere ale artei chineze antice. Epoca Bronzului Chineză începe odată cu dinastia Xia (aproximativ 2070 î.e.n. - 1600 î.e.n.), iar vasele/containerele de bronz formează cea mai mare parte a antichităților, atingând zenitul în timpul dinastiei dinastia Shang (aproximativ 1600 î.e.n. - 1046 î.e.n.) și la începutul dinastiei Zhou (1046 î.e.n. - 256 î.e.n.).
Majoritatea bronzurilor chineze antice au mai mult aspecte ritualice decât practice. Armele, ca pumnalele și topoarele, au o semnificație sacrificală, simbolizând puterea cerească a conducătorului. Asocierile puterince dintre bronzuri și religie au dat naștere unui număr mare de tipuri de vase și de forme.

## Clasificare artefactelor din colecția imperială
Aprecierea bronzurilor și a colecțiilor formate din ele, ca opere de artă și nu ca obiecte ritualice, a început în dinastia Song și și-a atins zenitul în timpul dinastiei Qing, mai exact în timpul conducerii împăratului Qianlong. Colecția lui masivă a fost consemnată de cataloagele Xiqing Gujian (西清古鑑) și Xiqing jijian (西清繼鑑). În aceste două cataloage, bronzurile sunt categorisite în funcție de utilizare:
- vase sacrificale (祭器, jìqì),
- vase pentru vin (酒器, jiǔqì),
- vase pentru mâncare (食器, shíqì),
- vase pentru apă (水器, shuǐqì),
- instrumente muzicale (樂器, yuèqì),
- arme (兵器, bīngqì),
- containere pentru măsurat (量器, liángqì),
- bani antici (錢幣, qiánbì), și
- diverse (雜器, záqì).

În general, cele mai prețuite bronzuri sunt vasele sacrificale și cele pentru vin, ele formând o mare parte a celor mai multe colecții. Adesea aceste vase sunt decorate cu taotieuri.

### Vasele sacrificale

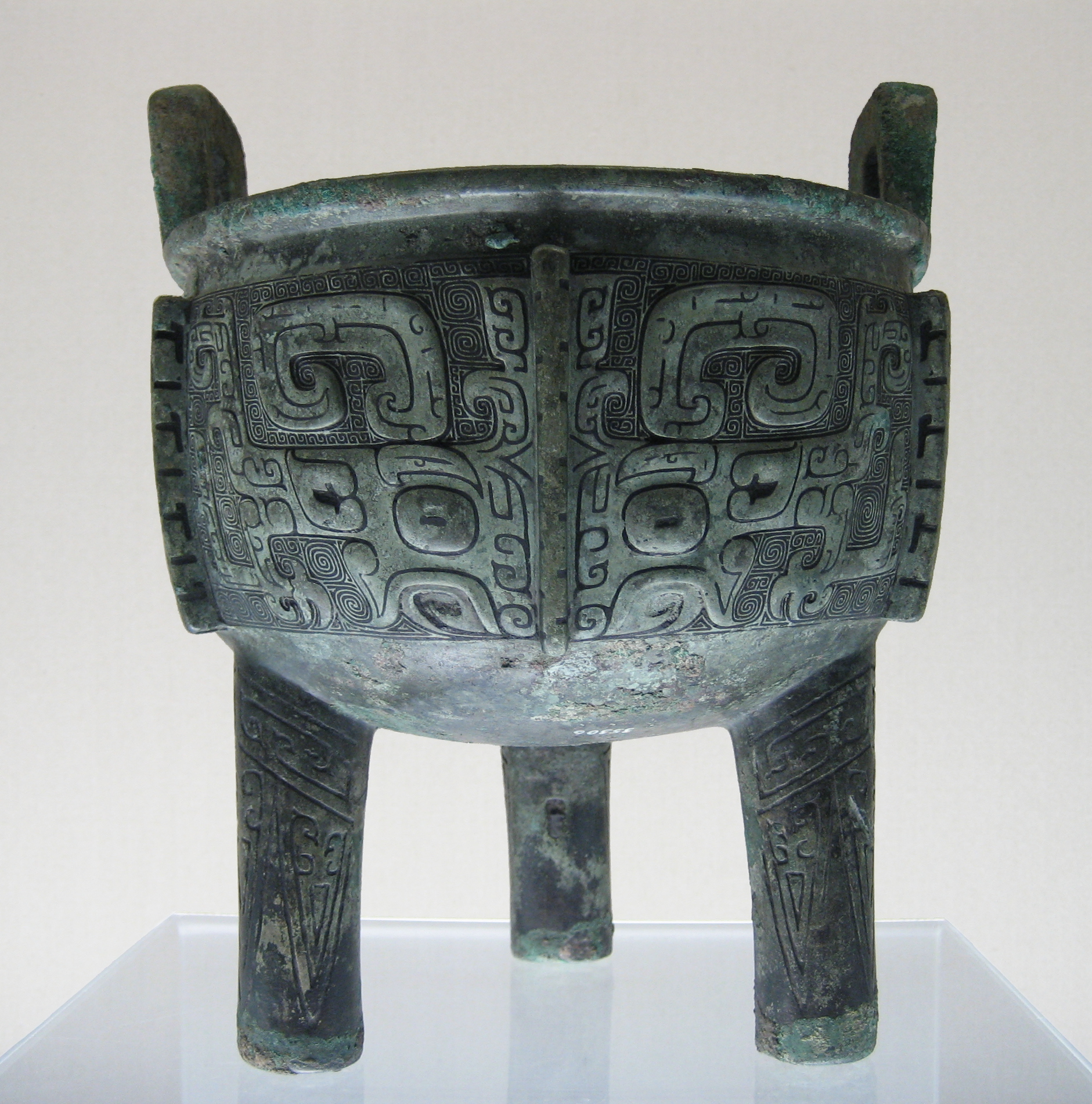
Un ding de la sfârșitul dinastiei Shang
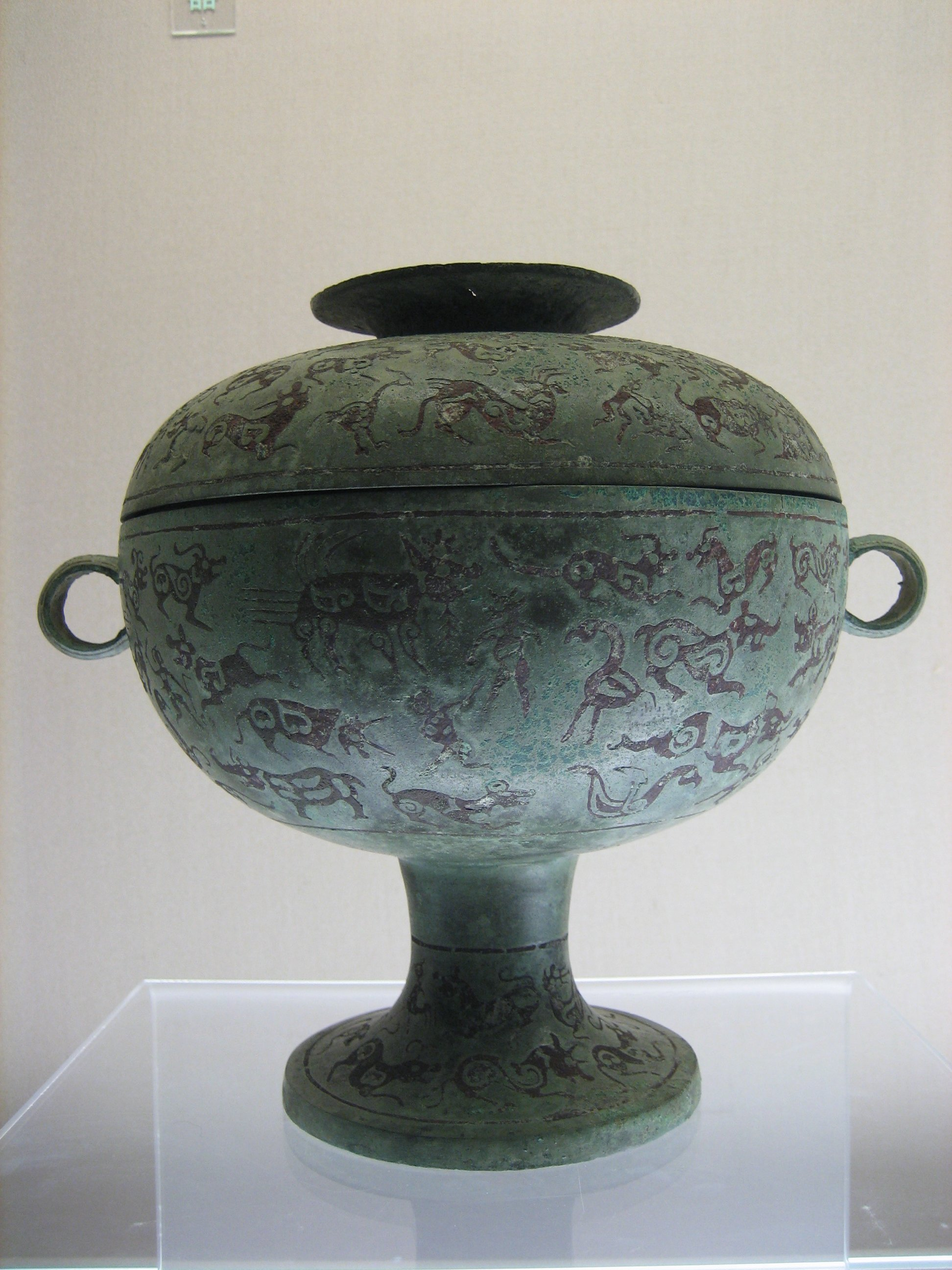
Un dou din Muzeul din Shanghai
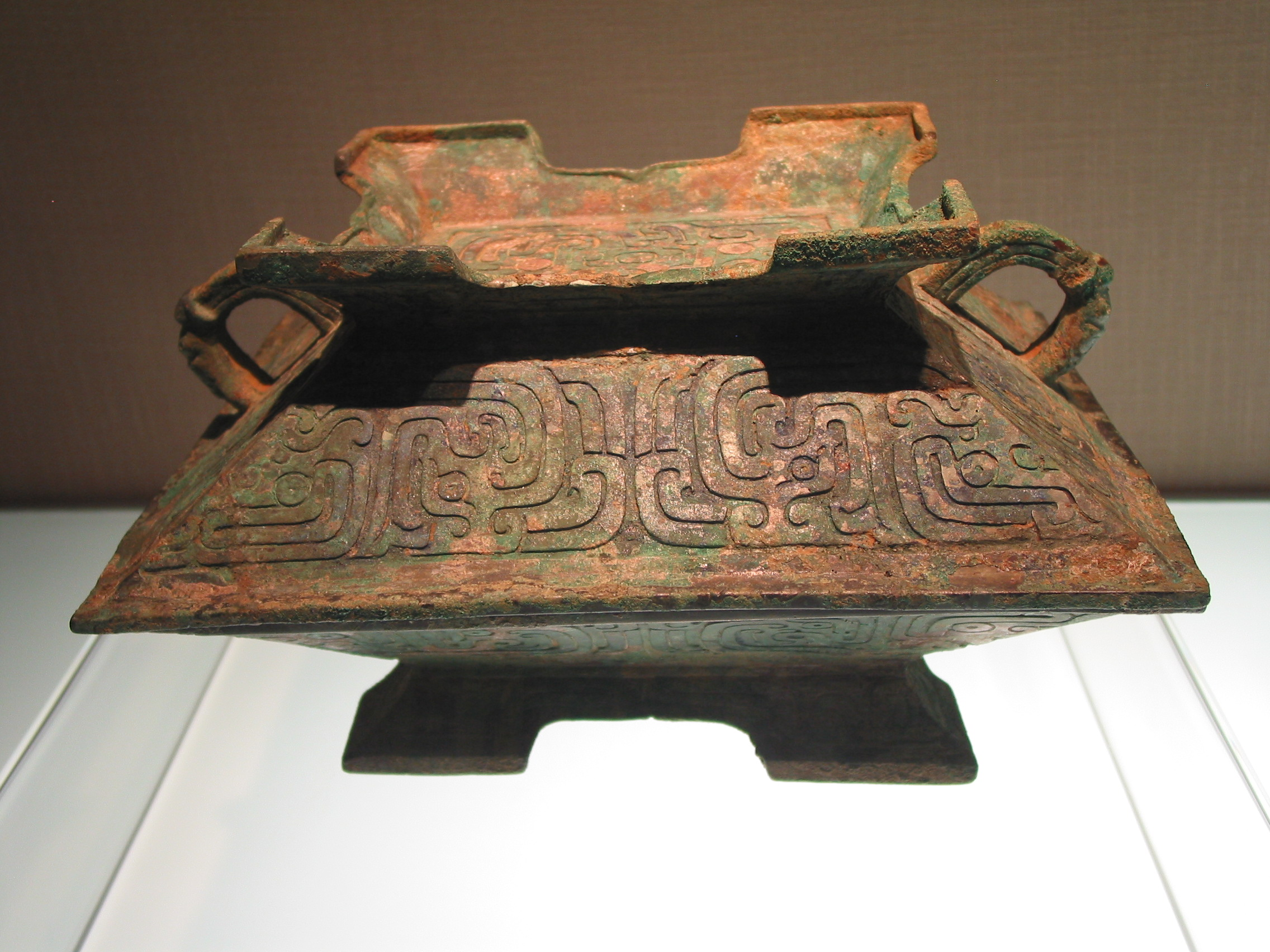
Un fu
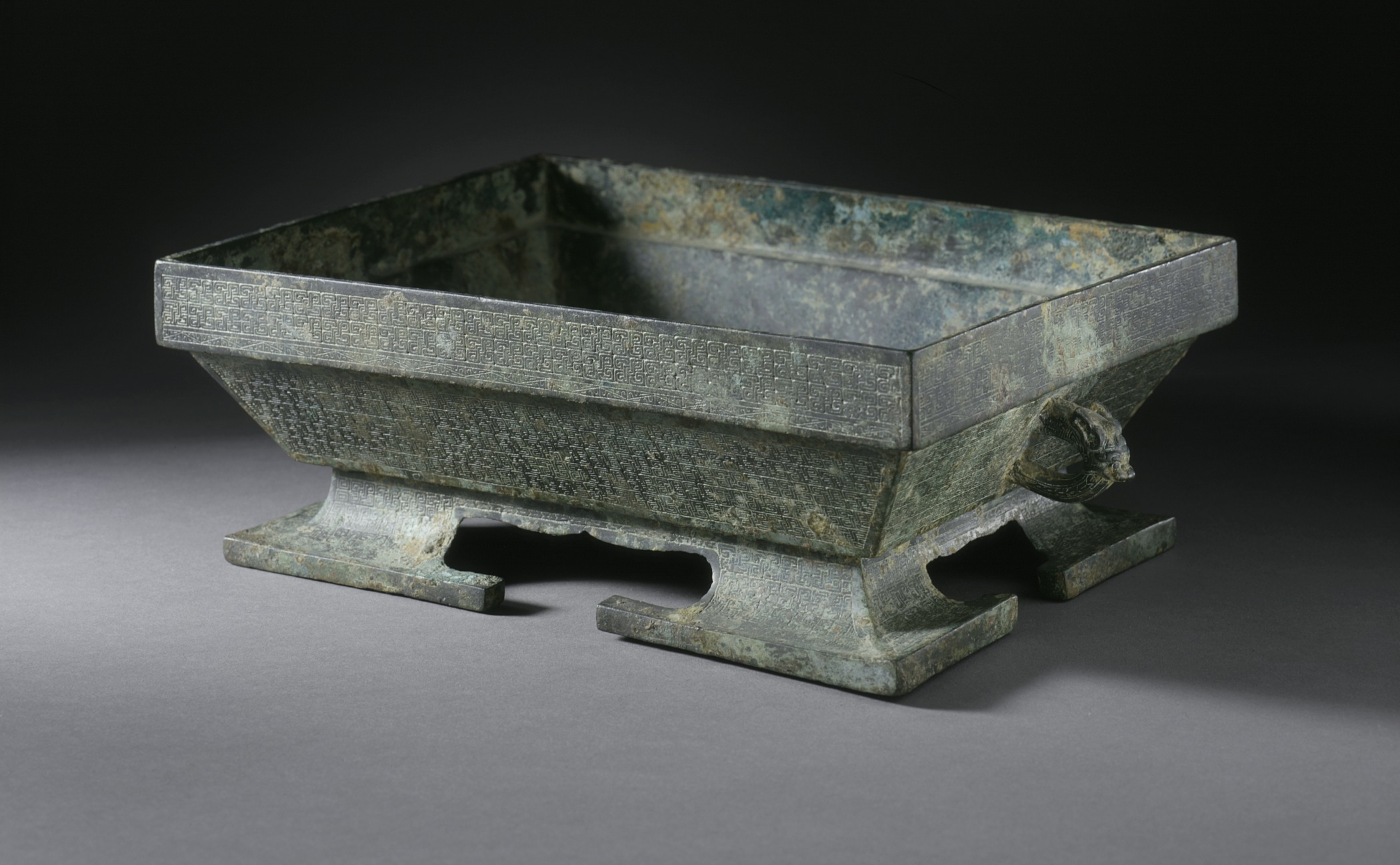
Un alt fu
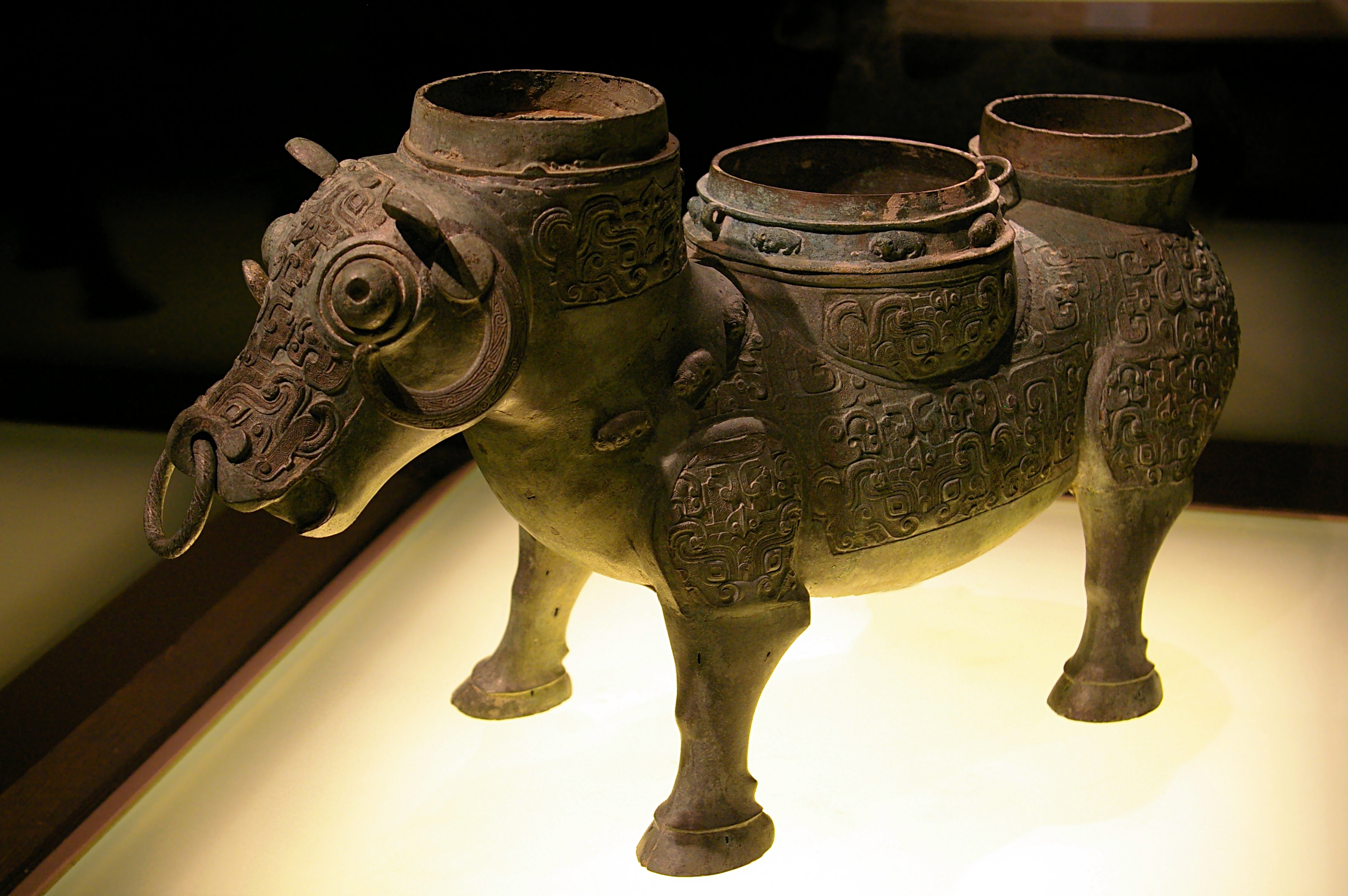
Vas zun care era folosit pentru depozitarea vinului și care cântărește 1,5 kilograme. El are în înălțime 12 centimetri, în lungime 21 de centimetri și este expus la Muzeul din Shanghai
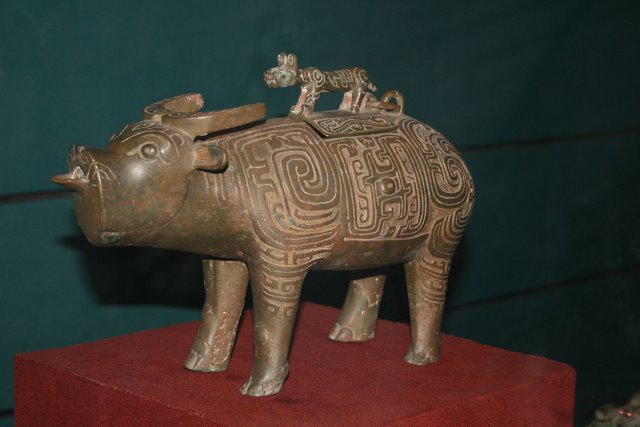
Un alt vas zun în formă de bou, cu un tigru deasupra
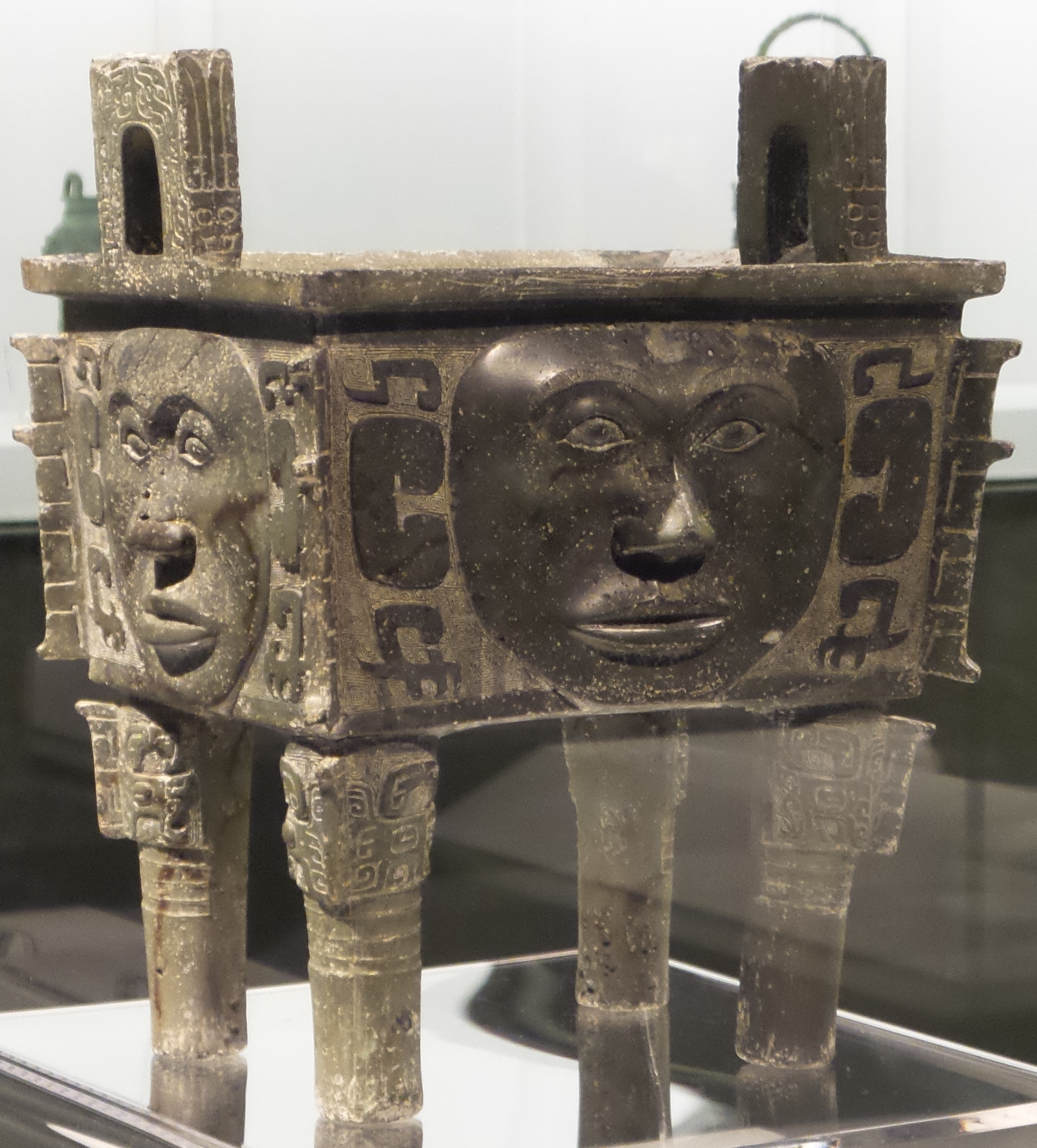
Da He ding, unul dintre foarte puținele bronzuri ritualice chineze ce sunt decorate cu motive antropomorfe, majoritatea fiind zoomorfe sau doar abstracte.

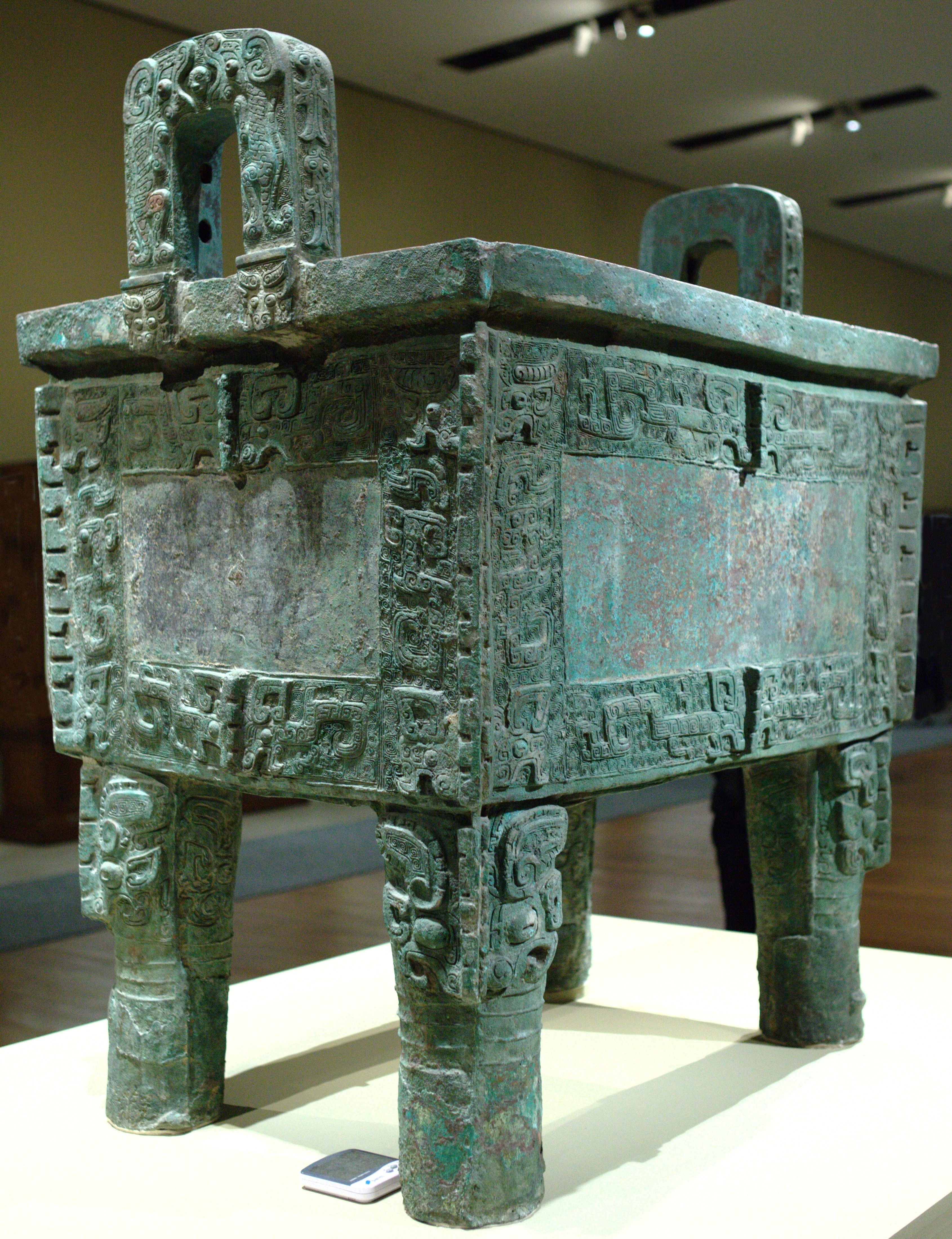
Houmuwu ding (后母戊鼎 (Hòumǔwù dǐng)), cel mai mare bronz ritualic chinez descoperit vreodata

- Dǐng (鼎): Vas sacrifical (祭器) care e un cazan ce era folosit pentru gătirea și depozitarea cărnii (食器). Prototipul Shang are un bol rotund, cu o lungime mai mare decât înălțimea, cu 3 picioare (足). Exemplarele de mai târziu sunt mai mari și erau considerate o metoda de măsurare a puterii. Această categorie se cheamă fāngdǐng (方鼎), care comsta într-un bol pătrat ce avea 4 picioare în fiecare colț.
- Dòu (豆): Vas sacrifical (祭器) ce era un de fapt unul pentru mâncare.
- Fǔ (簠): Farfurile dreptungiulară și triunghiulară în secțiunea transversală.
- Zūn (尊 sau 樽 sau 鐏): Vas pentru vin și sacrifical (器為盛酒亦祭用也). Ele sunt niște cupe pentru vin, înalte și fără mânere. Gura este, de obicei, puțin mai largă decât corpul. În timpul dinastiei Zhou (周), acest tip de vas a devenit extrem de complex, adesea având forma unor animale și abandonând forma tradițională. Aceste tipuri ulterioare se disting de gong (觥) prin o gură mică, aproximativ circulară. Acest tip de navă formează cel de-al doilea cel mai mare grup de obiecte în gujianul Xiqing, după dǐng (鼎).
- Zǔ (俎): Constă într-o platformă dreptunghiulară și plată care are picioare pătrate la fiecare colț. Acest tip de vas nu apare în Xiqing gujian.
- Yí (彝): Vas sacrifical. El poate să apară în două forme:

1. o oală mare și rotundă, cu două mânere;
2. Container înalt, de forma unei cutii, cu baza mai îngustă decât gura și cu un capac de tip acoperiș. Ulterior a devenit un nume generic pentru toate vasele sacrificale.

Yí-ul a devenit ulterior un nume generic pentru toate vasele sacrificale.